# Olivier Baroux
Olivier Baroux, nato Olivier Marie (Caen, 5 gennaio 1964) è un attore, regista e comico francese.

## Vita privata
Dalla relazione con la regista e sceneggiatrice francese Coralie Baroux-Peronne, ha avuto due figli: l'attrice e regista Enya Baroux e Boris Baroux.

## Filmografia
- Un café... l'addition, regia di Félicie Dutertre (1999)
- Jeu de vilains, regia di Hervé Eparvier (1999)
- Pistole nude (Mais qui a tué Pamela Rose?), regia di Éric Lartigau (2003)
- Rien que du bonheur, regia di Denis Parent (2003)
- RRRrrrr!!!, regia di Alain Chabat (2004)
- Iznogoud, regia di Patrick Braoudé (2005)
- Il était une fois dans l'oued, regia di Djamel Bensalah (2005)
- Un ticket pour l'espace, regia di Éric Lartigau (2006)
- Big City, regia di Djamel Bensalah (2007)
- Neuilly sa mère!, regia di Gabriel Julien-Laferrière (2009)
- Safari, regia di Olivier Baroux (2009)
- Monsieur Papa, regia di Kad Merad (2011)
- Les Tuche, regia di Olivier Baroux (2011)
- Les Papas du dimanche, regia di Louis Becker (2012)
- F.B.I. - Due agenti impossibili (Mais qui a re-tué Pamela Rose?), regia di Kad Merad e Olivier Baroux (2012)
- On a marché sur Bangkok, regia di Olivier Baroux (2014)
- Les Tuche 2 : Le Rêve américain, regia di Olivier Baroux (2016)
- Les Tuche 3, regia di Olivier Baroux (2018)
- Alla ricerca di Teddy (Le Doudou), regia di Julien Hervé e Philippe Mechelen (2018)
- Les Tuche 4, regia di Olivier Baroux (2021)
- Bugiardo seriale (Menteur), regia di Olivier Baroux (2022)